# Vendas Novas
Vendas Novas là một huyện thuộc tỉnh Évora, Bồ Đào Nha. Huyện này có diện tích 225 km², dân số thời điểm năm 2001 là 11619 người.